# Лещук Андрій
Андрій Лещук (псевдо: «Данило», «Коршун»; нар. 1894, Охлопів, нині Горохівський район Волинська область — пом. 6 січня 1945 Волинь) — український військовик, офіцер Армії УНР, начальник штабу підрозділу УПА «Січ».

## Життєпис
Народився у 1894 році в селі Охлопів на Горохівщині.
Під час Перших Визвольних змагань служив офіцером в Армії Української Народної Республіки. Був ув'язнений польською владою у міжвоєнний період. 
Провідник Берестечківського районного проводу ОУНР. З квітня 1943 року — начальник штабу бази УПА «Січ» у селі Вовчак, Турійського району на Волині.
15 липня 1943 року Андрій Лещук у с. Мосир Любомльського району вступив у самовільні переговори з загоном ім. С. Кірова (5 батальйоном) з'єднання О. Федорова. Судячи зі всього, Лещук, перебуваючи на посаді начальника штабу «Січі», очолював у той же час резидентуру радянських партизанів.
Загинув 6 січня 1945 року в бою з підрозділом НКВС.

## Джерело
- Архів УСБУ у Волин. обл. — Ф. П. — Спр. 8054. — Арк. 90;
- ЦДАВО України. — Ф. 3838. — Оп. 1. — Спр. 17. — Арк. 15
- Ярослав Антонюк. Український визвольний рух в постатях керівників. Волинська та Брестська області (1930—1955). Торонто, 2014. [Архівовано 16 квітня 2021 у Wayback Machine.]

| Емблема Збройних сил України | Це незавершена стаття про військового чи військову Збройних сил України. Ви можете допомогти проєкту, виправивши або дописавши її. |